# Albert Rejec
Albert Rejec, slovenski publicist, urednik in narodni delavec, * 6. april 1899, Tolmin, † 27. oktober 1976, Ljubljana.

## Življenje in delo
Rodil se je v družini kovača Ivana Rejca. Ljudsko šolo je obiskoval v rojstnem kraju, gimnazijo do izbruha 1. svetovne vojne v Gorici, nato kot begunec Škofijsko klasično gimnazijo v Šentvidu pri Ljubljani. Po končani gimnaziji je študiral pravo na Univerzi v Padovi in Rimu Do leta 1922 se je v Tolminu in Rimu preživljal kot uradni prevajalec, ker pa je v Rimu sodeloval v pouličnih bojih proti fašističnim legijam ob pohodu na Rim je izgubil službo. V letih 1925−1928 je bil tajnik goriškega političnega društva Edinost, sourednik Edinosti in Novic, soorganizator narodnoobrambnega delovanja prosvetnih, dijaških in drugih slovenskih društev, poleti 1927 sta z Zorkom Jelinčičem ustanovila organizacijo TIGR. Februarja 1929 je pred aretacijo zbežal v Jugoslavijo; v Ljubljani ustanovil tajni odbor TIGR-a in od tod vodil delovanje organizacije, ki je ostala brez vodstva po 1. tržaškem procesu. Urejal je njena ilegalna glasila Borba, Svoboda, Ljudska fronta, Straža ob Soči) in drugo protifašistično literaturo, sklepal sporazume z italijanskimi protifašističnimi organizacijami v emigraciji, od začetka 2. svetovne vojne pa vodil obveščevalno delo in sabotaže za zahodne demokratične države. Ilegalno dejavnost je prikrival z vlogo generalnega tajnika Zveze jugoslovanskih emigrantov iz Julijske krajine. Od junija 1940 je ilegalno živel v Beogradu. Pred prihajajočimi Nemci se je 10. aprila 1941 iz Beograda umaknil proti Bosni. Leta 1944 se je pridružil partizanom, bil na sremski fronti, pred koncem vojne pa ga je jugoslovanska varnostna služba aretirala in zasliševala o obveščevalnih stikih organizacije TIGR z zahodnimi zavezniki. Po osvoboditvi je bil od novembra 1945 do julija 1948 prevajalec pri tiskovnem uradu predsedstva slovenske vlade, nato do leta 1959 raziskovalec na Inštitutu za narodnostna vprašanja v Ljubljani. Leta 1953 je izdal knjižico Al kiu Triesto? (COBISS) (Komu Trst ?), knjižica je izšla v esperantu ter italijanskem, francoskem in angleškem jeziku. Rejec je tudi soavtor knjige Pričevanja o Tigru (COBISS) ter v okoli 150 člankov, objavljenih v različnih strokovnih revijah, v katerih je obravnaval predvsem vprašanja iz zgodovine Primorske in Beneške Slovenije.. njegova bibliografija obsega 40.zapisov.